# Goéland de Scoresby
Leucophaeus scoresbii
Espèce
Statut de conservation UICN

 LC  : Préoccupation mineure
Le Goéland de Scoresby (Leucophaeus scoresbii) est une espèce d'oiseaux néotropicaux, de la famille des Laridae.

## Taxonomie
Il a autrefois été considéré comme le seul membre du genre Leucophaeus (comportement particulier, plumage, aspect du poussin) puis rattaché par certains au genre Larus. Certains systématiciens l'ont aussi placé, à côté du Goéland austral (Larus pacificus), dans le genre Gabianus sur la base du bec très massif. En 2005, une étude de phylogénie moléculaire portant pour la première fois sur la totalité des espèces reconnues de goélands et de mouettes (53 espèces) a montré qu'il était plutôt apparenté aux mouettes obscure,  atricille et de Franklin, ainsi qu'au Goéland gris.

## Nomenclature
Le Goéland de Scoresby est nommé Dolphin gull en anglais, Gaviota austral en espagnol.

## Description
C'est un laridé de taille moyenne de 38 à 46 cm, gris pâle, le dos et les ailes noir ; le bec, le contour de ses yeux et les pattes de couleur rouge orangé bien vive. Ses yeux sont jaune clair. En vol, la partie dorsale de ses ailes est noire et les bords blancs.

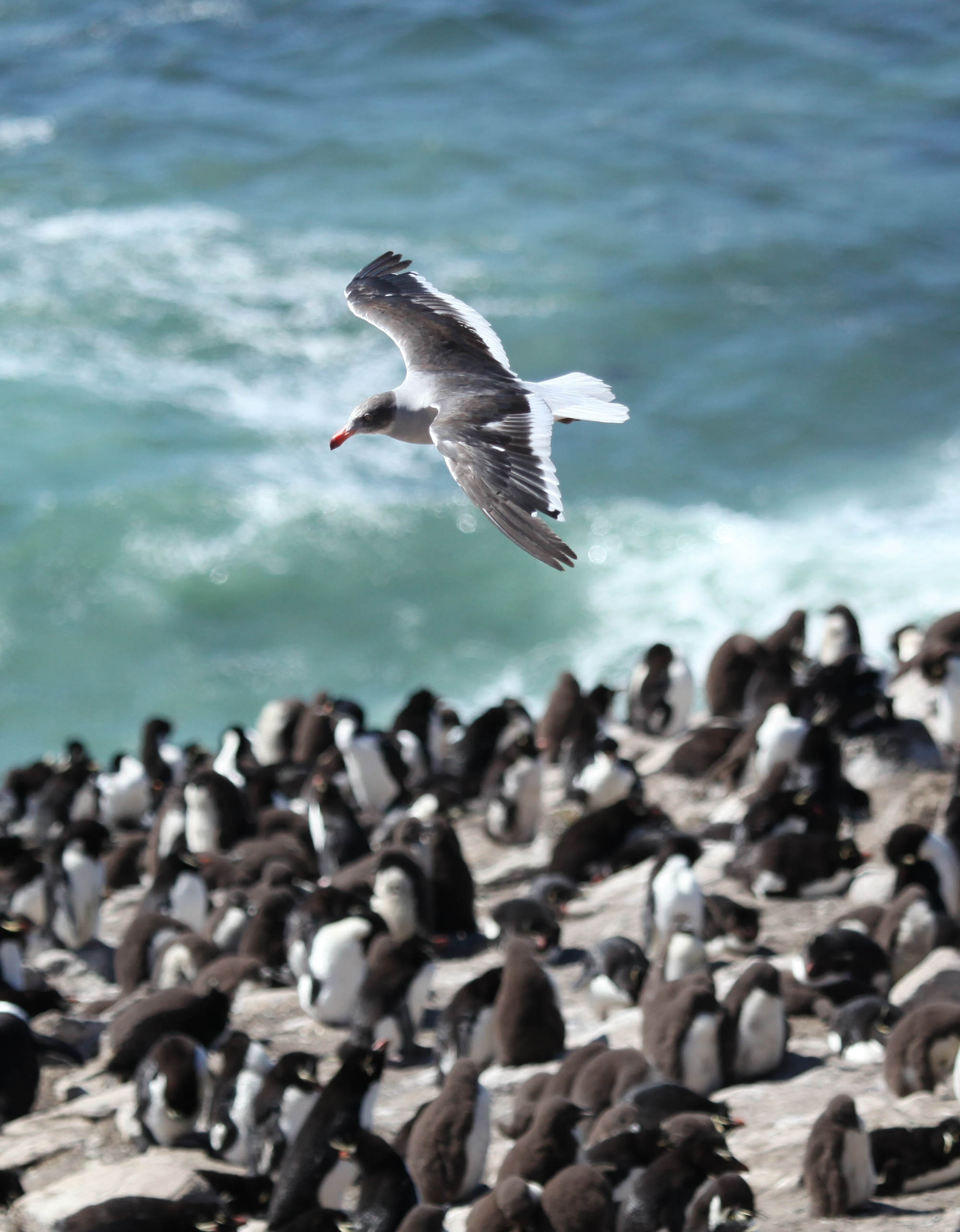
Un goéland de Scoreby survolant des gorfous sauteurs.

## Comportement
Cet oiseau s'observe seul, en couple ou en petits groupes dispersés. Il fréquente les colonies de cormorans, de manchots, d'otaries à crinière ou d'éléphant de mer à la recherche des déchets avec lesquels il s'alimente. Il lui arrive de manger des œufs de cormorans  et des manchots non surveillés par les parents.

## Nidification
Il niche en petits groupes épars et peut pondre deux œufs dans un nid construit de végétaux et d'algues.

## Répartition
C'est un oiseau commun mais très localisé. Il a été estimé 700 couples pour toute la Patagonie de l'Argentine en 1997. il est observable le long des côtes Atlantique sud et Pacifique sud, sur les plages, les îles et îlots, près des zones urbaines également. Sa répartition se situe de la péninsule Valdés du côté Atlantique et de l'île de Chiloé du côté Pacifique,  jusqu'en Terre de Feu.